# Rho2 Arae
Rho2 Arae (ρ2 Ara, ρ2 Arae) é uma estrela na constelação de Ara. Recebeu essa designação quando foi catalogada por Johann Elert Bode em sua Uranografia. É uma estrela pouco brilhante com uma magnitude aparente de 5,54. Com base em uma paralaxe anual de 6,28 milissegundos de arco, está a aproximadamente 520 anos-luz (159 parsecs) da Terra, com uma margem de erro de 30 anos-luz.
O espectro dessa estrela corresponde a uma classificação estelar de B9 IV ou B9 V. A classe de luminosidade IV indica que a estrela está no estágio de subgigante, enquanto a classe V significa que é uma estrela da sequência principal como o Sol. No segundo caso, está próxima de entrar na fase de subgigante com 93% de sua vida na sequência principal concluída.
Rho2 Arae tem mais de três vezes a massa do Sol e brilha com 238 vezes a luminosidade solar. Essa energia está sendo irradiada da atmosfera externa a uma temperatura efetiva de 10 520 K, tendo a coloração azul-branca típica de estrelas de classe B. Está girando rapidamente com uma velocidade de rotação projetada de 302 km/s.